# Região Geográfica Imediata de Guaratinguetá
A Região Geográfica Imediata de Guaratinguetá é uma das 53 regiões imediatas do estado brasileiro de São Paulo, uma das cinco regiões imediatas que compõem a Região Geográfica Intermediária de São José dos Campos e uma das 509 regiões imediatas no Brasil, criadas pelo IBGE em 2017.
É composta por oito municípios, tendo uma população estimada pelo IBGE para 1.º de julho de 2019, de 322 358 habitantes e uma área total de 3 099,501 km².

## Municípios
Fonte: IBGE – Cidades
| Município     | População Estimada (2019) | Área (km²) |
| ------------- | ------------------------- | ---------- |
| Aparecida     | 36 157                    | 121.076    |
| Canas         | 5 138                     | 53.261     |
| Cunha         | 21 547                    | 1407.25    |
| Guaratinguetá | 121 798                   | 752.636    |
| Lorena        | 88 706                    | 414.16     |
| Piquete       | 13 657                    | 175.996    |
| Potim         | 24 643                    | 44.468     |
| Roseira       | 10 712                    | 130.654    |
| Total         | 322 358                   | 3 099,501  |